# Le Prophète (film, 2014)
Pour les articles homonymes, voir Prophète (homonymie).
Ne doit pas être confondu avec Le Prophète (film, 1968) ou Un prophète.
Pour plus de détails, voir Fiche technique et Distribution.
Le Prophète (Kahlil Gibran's The Prophet) est un film d'animation adapté du livre de Gibran Khalil Gibran, Le Prophète, publié la première fois en 1923. Le film est produit par Salma Hayek, qui prête également sa voix à Kamila. Le film regroupe plusieurs réalisateurs sous la houlette de Roger Allers. Les segments sont réalisés par Gaëtan et Paul Brizzi, Joan Gratz, Mohammed Saeed Harib, Tomm Moore, Nina Paley, Bill Plympton, Joann Sfar et Michal Socha.

## Synopsis
Mustafa, un poète prisonnier politique, rencontre Almitra, une petite fille malheureuse et muette depuis la mort de son père. Alors que les autorités décident de le libérer, des gardes sont chargés de l'escorter pour le ramener dans son pays natal. Sur sa route, Mustafa rencontre des villageois avec qui il partage ses poèmes et sa vision de la vie.

## Une oeuvre collective

### Le matériau de l'œuvre littéraire
Le film d'animation est adapté du livre de Gibran Khalil Gibran, Le Prophète, publié la première fois en 1923, traduit en plus de 40 langues et vendu à plus de 100 millions d'exemplaires.

### Production et réalisation
Le film est produit par l'actrice et réalisatrice Salma Hayek, Mexicaine d’origine libanaise. Il est réalisé par le réalisateur et scénariste d’animation Rogers Allers.

### Poèmes animés
Huit poèmes sur les vingt-six poèmes qui composent le recueil de Gibran ont été choisis, déclamés par Liam Neeson, et animés par huit artistes différents,, : 
- Tomm Moore : l’amour
- Nina Paley : les enfants
- Joann Sfar : le mariage (qui fait danser un couple sur une chorégraphie de Philippe Decouflé ;
- Bill Plymton : le manger et le boire
- Paul et Gaëtan Brizzi : la Mort[5]
- Joan Gratz : le travail[9]
- Michal Socha : la liberté
- Mohammed Saeed Harib : le bien et le mal

## Fiche technique
- Titre : Le Prophète
- Titre original : Kahlil Gibran's The Prophet
- Réalisation : Roger Allers[10], Gaëtan et Paul Brizzi, Joan Gratz[11], Mohammed Saeed Harib, Tomm Moore, Nina Paley, Bill Plympton, Joann Sfar et Michal Socha
- Scénario : Roger Allers, Douglas Wood, d'après Le Prophète de Gibran Khalil Gibran
- Storyboard : Gaëtan et Paul Brizzi (storyboardeurs superviseurs)
- Producteur : Salma Hayek, Jean Riachi, Julien Khabbaz, Collin Curwen, Steve Hanson, Jenny Samson Jacob, Marcia Gwendolyn Jones, Mark N. Karavite, Julia Lebedev, Marci Levine, David Lipman, Haytham Nasr, Nael Nasr, William Nix, Clark Peterson, Gregory Pike, Ron Senkowski et Jose Tamez
- Production : Participant Media, FFA Private Bank, Doha Film Institute, Financière Pinault
- Photographie : Bjarne Hansen
- Animateur : Jimmy Tu, Matthew Shepherd et Aaron Deerfield
- Montage : Jennifer Dolce
- Musique : Gabriel Yared
- Pays de production :  États-Unis,  Canada,  France,  Liban et  Qatar
- Durée : 83 minutes
- Dates de sortie :
  - Liban :
    - 27 avril 2015  (Première mondiale, Beyrouth) 

  - France :
    - 17 mai 2014 (Festival de Cannes) (Aperçu)
    - 15 juin 2015 (Festival international du film d'animation d'Annecy)
    - 2 décembre 2015

  - États-Unis : 7 août 2015

## Distribution

### Voix originales
- Liam Neeson : Mustafa
- Salma Hayek : Kamila
- John Krasinski : Halim
- Quvenzhané Wallis : Almitra
- Alfred Molina : le sergent
- Frank Langella : Pasha
- Gunnar Sizemore : Bully Brat
- Assaf Cohen : le jeune marié

### Voix françaises
- Mika : Mustafa
- Salma Hayek : Kamila
- Nicolas Duvauchelle : Halim
- Valentina Paloma Pinault : Almitra
- Bernard Métraux : le sergent
- Féodor Atkine : Pasha

## Critiques
Les critiques du films sont mitigées, mais plutôt positives : 
- Allociné attribue une moyenne de 2,8 sur 5 pour les critiques de presse, et de 3,7 sur 5 pour les critiques du public[12]
- Norbert Creutz, dans Le Temps écrit : « À se demander si Le Prophète pouvait espérer meilleur sort que ce chatoyant salmigondis mondo-libanais. »[8]
- Damien Leblanc, dans Première, attribue une note de 4 sur 5[13]
- Eliane de Thoisy, dans « Ma famille zen », décrit : « Une œuvre singulière, imparfaite mais néanmoins bienvenue en ces temps troublés. »[14]
- Fatima Chhima, dans « Échos d'Orient » décrit : « une œuvre poétique faite de réflexion et de sagesse »[15]
- Mathieu Macheret, dans Le Monde, écrit : « Rogers Allers signe une mièvre transposition, en dessin animé, du recueil philosophique du poète libanais, noyée dans une bande musicale pop »[16]
- Sur le site « Paris la douce » () on trouve le point de vue suivant : « Un projet ambitieux et complexe, imparfait mais intéressant qui pourrait dérouter les plus jeunes mais enchantera les amoureux de Khalil Gibran »[6]
- Manon Dumais, dans Le Devoir, écrit : « ce film d’animation signé à dix mains donne magnifiquement vie à huit poèmes de Khalil Gibran. S’y démarquent les talents de Joann Sfar, Tomm Moore et Bill Plympton, tous trois particulièrement inspirés. »[17]
- Mathieu Rocher, dans Okapi, écrit : « Poétique et gracieux, le film mélange des styles de dessin différents. Quand le rêve et la réalité se mélangent, on en prend plein les yeux ! »[18]
- Colette Khalaf, dans L'Orient-Le Jour, écrit : « On n'a parlé que de Salma Hayek ces quatre derniers jours, notamment dans L'Orient-Le Jour. Certes, la star mexicano-US d'origine libanaise s'est carrément fondue dans le pays de ses ancêtres, mais l'on attendait surtout le film. The Prophet, mise en animation du livre-Everest de Gibran Khalil Gibran. Ça y est : il sort aujourd'hui en salles. D'aucuns, naturellement, trouvent déjà l'œuvre de Roger Allers très « bof », mais L'Orient-Le Jour a craqué pour tous ces dessins du monde réunis en huit chapitres. « Vivre, c'est s'émerveiller », avait dit Gibran. Dont acte. »[19]
- Colette Khalaf précise ainsi sa pensée, toujours dans L'Orient-Le Jour : « Difficile de traduire philosophie et poésie en film, de surcroît animé. Un défi que Roger Allers, le réalisateur de The Lion King, a su relever avec l'aide de huit cinéastes talentueux. Il a fallu créer un narratif plus accessible aux enfants, puisque la sage al-Mitra du livre a, dans le film, le profil d'une petite fille. [...] Le film allie harmonieusement toutes les écoles de dessin (peinture à gros traits, dessins d'enfant ou arabesques), mais aussi toutes les disciplines artistiques. Car mis à part le dessin, la musique de Gabriel Yared, la virtuosité de Yo-Yo Ma, ainsi que les chansons de Damien Rice et de Glen Hansard achèvent de donner un écrin plein de chaleur, mais sans une identité spécifique [unique], à l'œuvre. Film du monde, à l'instar de la philosophie de Gibran. 
Les chapitres sont ainsi de vrais tableaux picturaux puisqu'on croirait voir à travers L'amour de Tomm Moore Le baiser de Klimt , et à travers Le travail de Joan Gratz, Les moissonneurs de Van Gogh. Folon traverse également le chapitre Voyage... Différentes techniques sont donc employées en toute harmonie et dans le respect de l'animation traditionnelle. Simple, mais portant un message très fort, cette animation fait honneur au livre de Gibran, sans fioritures et en allant droit à l'essentiel. 
Il n'y a rien d'aussi beau que les dessins à la main qui s'animent. C'est ce qu'a compris le réalisateur Roger Allers. »[19]
- Maya Ghandou Hert, s'adressant à sa fille de onze ans dans L'Orient-Le Jour, écrit : « [...] Il faut que tu saches que Gibran a construit un pont entre l'Orient et l'Occident, un pont dont notre région a aujourd'hui le plus grand besoin, en ces temps de conflits et fanatisme tous azimuts. Et justement, en parlant de religion, toi à qui on enseigne, en cours de religions, toutes les croyances monothéistes, tu devrais savoir que ce prophète-là diffuse une belle, une très belle conception de la religion, qui est en réalité une conception de la vie. [...] C'est justement pour le rendre accessible à la jeunesse que Salma Hayek (la belle brune dont les photos ont inondé ton journal préféré) a choisi de le produire sous format de film d'animation. Ma Touti, on ira voir The Prophet et tu comprendras alors ce que l'homme a de plus divin en lui : l'émerveillement qu'il a face à la vie. Ce même émerveillement qui caractérise l'enfance, que tu es sur le point de quitter et que je te supplie de garder en toi, dans tes grands yeux fureteurs, en posant ton regard sur l'Autre. Écoute bien Moustapha, comme al-Mitra dans le film, et que cet élu soit ton guide sur le chemin de la vie. 
An-Nabi, prophète de tous les temps. Et de tous les âges ? »[19]